# Adelieledone polymorpha
Adelieledone polymorpha is een inktvissensoort uit de familie van de Megaleledonidae. De wetenschappelijke naam van de soort werd voor het eerst geldig gepubliceerd in 1930 door Robson als Graneledone polymorpha.